# Ruda Południowa
Ruda Południowa (dawn. pol. Karol-Emanuel; niem.: Carl-Emanuel Colonie, Karl-Emanuel Kolonie; śl.: Malowany Most [dawniej], Karmańskie [obecnie]) – kolonia Rudy, obecnie część dzielnicy Ruda.

## Położenie
Ruda Południowa graniczy od południa z dzielnicą Czarny Las, od zachodu z Porembą (dzielnicą Zabrza), od północy z centrum dzielnicy oraz z Osiedlem Mickiewicza, a od wschodu z dzielnicą Chebzie.

## Zabudowa
Na terenie Rudy Południowej znajdują się zabudowania zabytkowej kolonii Karol-Emanuel oraz bloki czteropiętrowe i wieżowce wzniesione w okresie PRL-u.

## Edukacja
W Rudzie Południowej znajduje się Przedszkole Miejskie nr 38 im. Słoneczna Kraina, Szkoła Podstawowa nr 30 im. Karola Miarki. 

## Komunikacja
Przystanek Ruda Południowa obsługuje:
- autobusy: M24, 6, 39, 118, 146, 155, 230, 255, 840
- tramwaje: 1 oraz kursy zjazdowe dla linii 9 i 43

Przystanek Ruda Południowa DTŚ obsługuje od 2021 linię metropolitalną M1.
Autobusy kursują do wszystkich dzielnic miasta oraz do Bytomia, Zabrza, Gliwic, Chorzowa, Świętochłowic i Katowic. Tramwaje regularnie kursują do Chebzia oraz dojeżdżają do Bytomia, Zabrza, Gliwic i Katowic. W promieniu 5 km znajdują się dwie stacje kolejowe: Ruda Śląska oraz Ruda Chebzie.
Przez Rudę Południową przebiega droga wojewódzka nr 925 (Bytom–Rybnik), Drogowa Trasa Średnicowa (droga wojewódzka nr 902) łącząca się w Katowicach z drogą krajową nr 79.

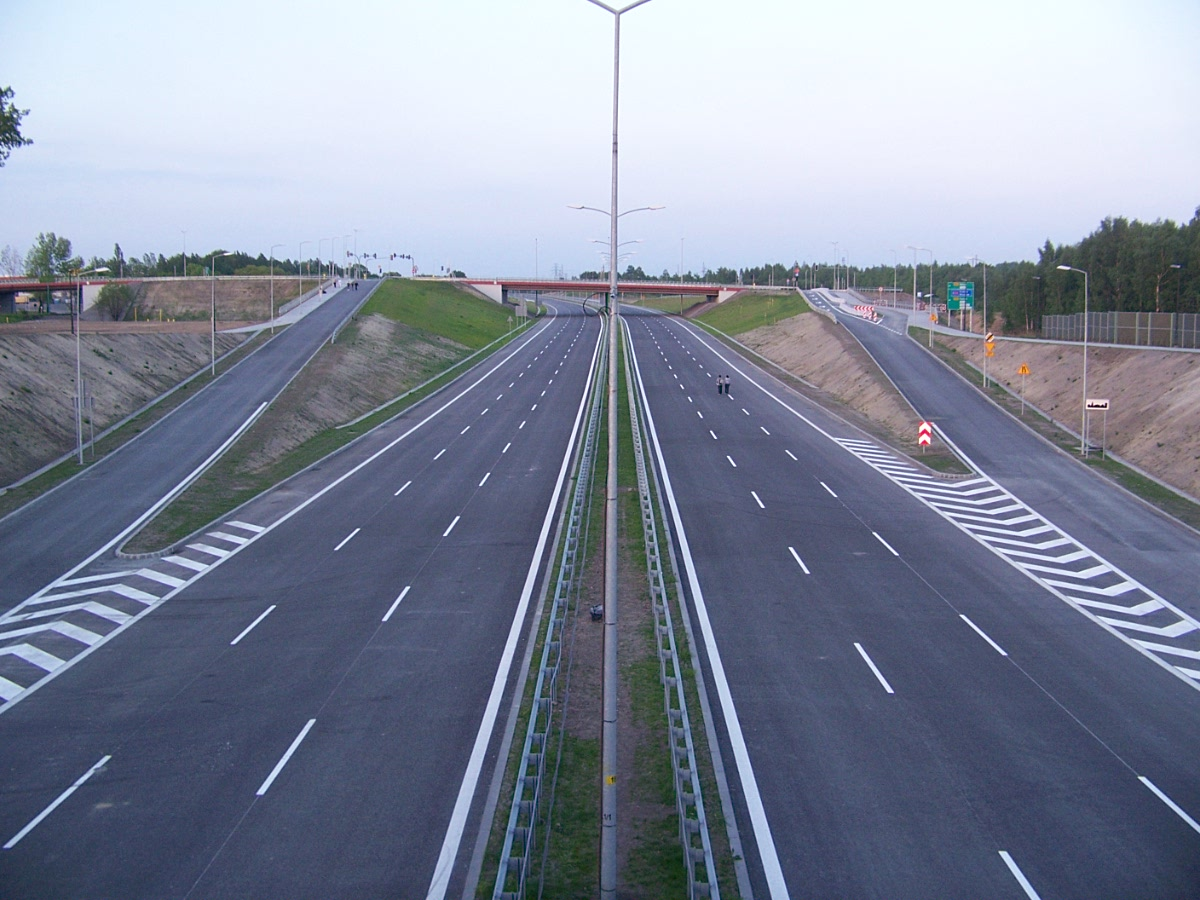
Drogowa Trasa Średnicowa w Rudzie Południowej